# Z7 Hermann Schoemann
Z7 «Ге́рман Ше́ман» (нім. Z7 Hermann Schoemann) — військовий корабель, ескадрений міноносець типу 1934A Кріґсмаріне за часів Другої світової війни.
Есмінець Z7 «Герман Шеман» закладений 7 вересня 1935 року на верфі DeSchiMAG у Бремені, 16 липня 1936 року спущений на воду, а 9 вересня 1937 року введений до складу військово-морських сил Третього Рейху. Корабель брав участь у бойових діях Другої світової війни в атлантичних та арктичних водах, бився біля берегів Європи.

## Історія служби

### Норвезька кампанія
8 червня 1940 року поблизу берегів Норвегії в ході евакуації у швидкоплинному морському бою з німецькими лінійними кораблями «Шарнгорст» та «Гнейзенау», під командуванням віцеадмірала Вільгельма Маршалла, були затоплені британські авіаносець «Глоріос», есмінці «Ардент» і «Акаста», тральщик «Джуніпер». Загинуло 1 612 людей.

### Рейд на Кіркенес та Петсамо
Наприкінці червня 1941 року Крігсмаріне з метою підтримки операцій військ генерала Дітля на лапландському фронті зосередило п'ять есмінців 6-ї флотилії (Z20 «Карл Гальстер», Z7 «Герман Шеман», Z16 «Фрідріх Еккольдт», Z10 «Ганс Лоді» і «Ріхард Бейтцен») у норвезькому порту Кіркенес, надзвичайно зручна відправна точка для рейдів проти радянського узбережжя Арктики. 10 липня, розділені на дві групи, німецькі есмінці провели рейд уздовж узбережжя Кольського півострова: біля Теріберки «Лоді», «Гальстер» і «Бейтцен» атакували невеликий радянський конвой, потопивши патрульний корабель «Пасат» і траулер, а інші два есмінці, дійшовши до Йоканьгі, не знайшли цілей для атаки.
13 липня 1941 року «Герман Шеман» спільно з есмінцями «Ріхард Батцен», «Ганс Лоді», Z16 «Фрідріх Еккольдт» і «Карл Гальстер» потопив у Баренцовому морі радянський сторожовий корабель «Пассат». 24 липня спільно з есмінцями Z16 «Фрідріх Еккольдт», «Карл Гальстер» і «Ріхард Батцен» потопив у Баренцовому морі радянське гідрографічне судно «Меридіан».

### Арктичні конвої
1 березня 1942 року 16 суден союзного конвою PQ 12 вийшли з Рейк'явіку у супроводі лінкора «Дюк оф Йорк», лінійного крейсера «Рінаун», важкого крейсера «Кеніа» та дев'яти есмінців, тоді як п'ятнадцять вантажних суден конвою QP 8 вирушили з Мурманська в протилежному напрямку, їх супроводжував легкий крейсер «Найджерія», радянські міноносці «Гремящий» та «Громкий», а також деякими тральщиками та британськими корветами. Величезне зосередження військово-морських сил було виявлено розвідниками Люфтваффе FW 200, і 6 березня лінкор «Тірпіц», який щойно прибув до арктичних вод, у супроводі чотирьох есмінців вийшов з Тронгейма. Про вихід кораблів противника повідомив британський підводний човен «Сівулф», і адмірал Тові негайно вийшов у море зі Скапа-Флоу з лінкором «Кінг Джордж V», авіаносцем «Вікторіос» і крейсером «Шеффілд». Сувора погода та погана видимість призвели до того, що Тові пропустив перехоплення, тоді як зі свого боку німцям вдалося потопити лише одне торгове судно, що відстало від QP 8.
У другій половині дня 30 квітня німецький підводний човен U-456 серйозно пошкодив британський крейсер «Единбург», який очолював ескорт конвою QP 11, тоді як есмінці Z7 «Герман Шеман», Z24 і Z25 спробували атакувати конвой, потопивши одне судно і пошкодивши друге, перш ніж були відбиті рештою ескорту. Три німецькі есмінці потім попрямували до місця торпедування «Единбурга», який відстав від основних сил та залишився позаду: німці дали крейсеру бій і пошкодили два британські есмінці, що допомагали йому, але «Шеман» своєю чергою був сильно пошкоджений вогнем британської корабельної артилерії, що врешті-решт призвело до його затоплення Z24 після того, як екіпаж знівеченого есмінця перейшов на інші кораблі.